# Cholet-Pays de la Loire 2022
La Cholet-Pays de la Loire 2022, quarantaquattresima edizione della corsa, valevole come evento dell'UCI Europe Tour 2022 categoria 1.1 e come quarta della Coppa di Francia 2022, si è svolta il 20 marzo 2022 su un percorso di 202 km, con partenza e arrivo a Cholet, in Francia. La vittoria fu appannaggio del francese Marc Sarreau, il quale completò il percorso in 4h44'40", alla media di 42,576 km/h, precedendo il connazionale Emmanuel Morin e il belga Piet Allegaert.
Sul traguardo di Cholet 97 ciclisti, su 116 partiti dalla medesima località, portarono a termine la competizione.

## Squadre e corridori partecipanti
| N.    | Cod. | Squadra                  |
| ----- | ---- | ------------------------ |
| 1-6   | COF  | Cofidis                  |
| 11-17 | ACT  | AG2R Citroën Team        |
| 21-27 | GFC  | Groupama-FDJ             |
| 31-37 | ARK  | Team Arkéa-Samsic        |
| 42-47 | TEN  | TotalEnergies            |
| 51-57 | BBK  | B&B Hotels-KTM           |
| 61-67 | SVB  | Sport Vlaanderen-Baloise |
| 71-77 | EKP  | Equipo Kern Pharma       |
| 81-87 | AUB  | St Michel-Auber 93       |

| N.      | Cod. | Squadra                          |
| ------- | ---- | -------------------------------- |
| 91-97   | GRL  | Go Sport-Roubaix Lille Métropole |
| 101-107 | UNA  | Team U Nantes Atlantique         |
| 111-117 | NMC  | Nice Métropole Côte d'Azur       |
| 121-127 | SRA  | Swiss Racing Academy             |
| 131-137 | JAV  | Java Kiwi Atlántico              |
| 141-147 | EVO  | EvoPro Racing                    |
| 151-157 | MCT  | Minerva Cycling                  |
| 161-167 | FRA  | Francia                          |

## Ordine d'arrivo (Top 10)
| Pos. | Corridore       | Squadra       | Tempo    |
| ---- | --------------- | ------------- | -------- |
| 1    | Marc Sarreau    | AG2R          | 4h44'40" |
| 2    | Emmanuel Morin  | U Nantes      | s.t.     |
| 3    | Piet Allegaert  | Cofidis       | s.t.     |
| 4    | Jason Tesson    | St Michel     | s.t.     |
| 5    | Lorrenzo Manzin | TotalEnergies | s.t.     |
| 6    | Thomas Boudat   | Go Sport      | s.t.     |
| 7    | Axel Zingle     | Cofidis       | s.t.     |
| 8    | Vito Braet      | Sport Vl.     | s.t.     |
| 9    | Pierre Barbier  | B&B           | s.t.     |
| 10   | Fabian Lienhard | Groupama      | s.t.     |